# الدرع الصاروخي الأمريكي

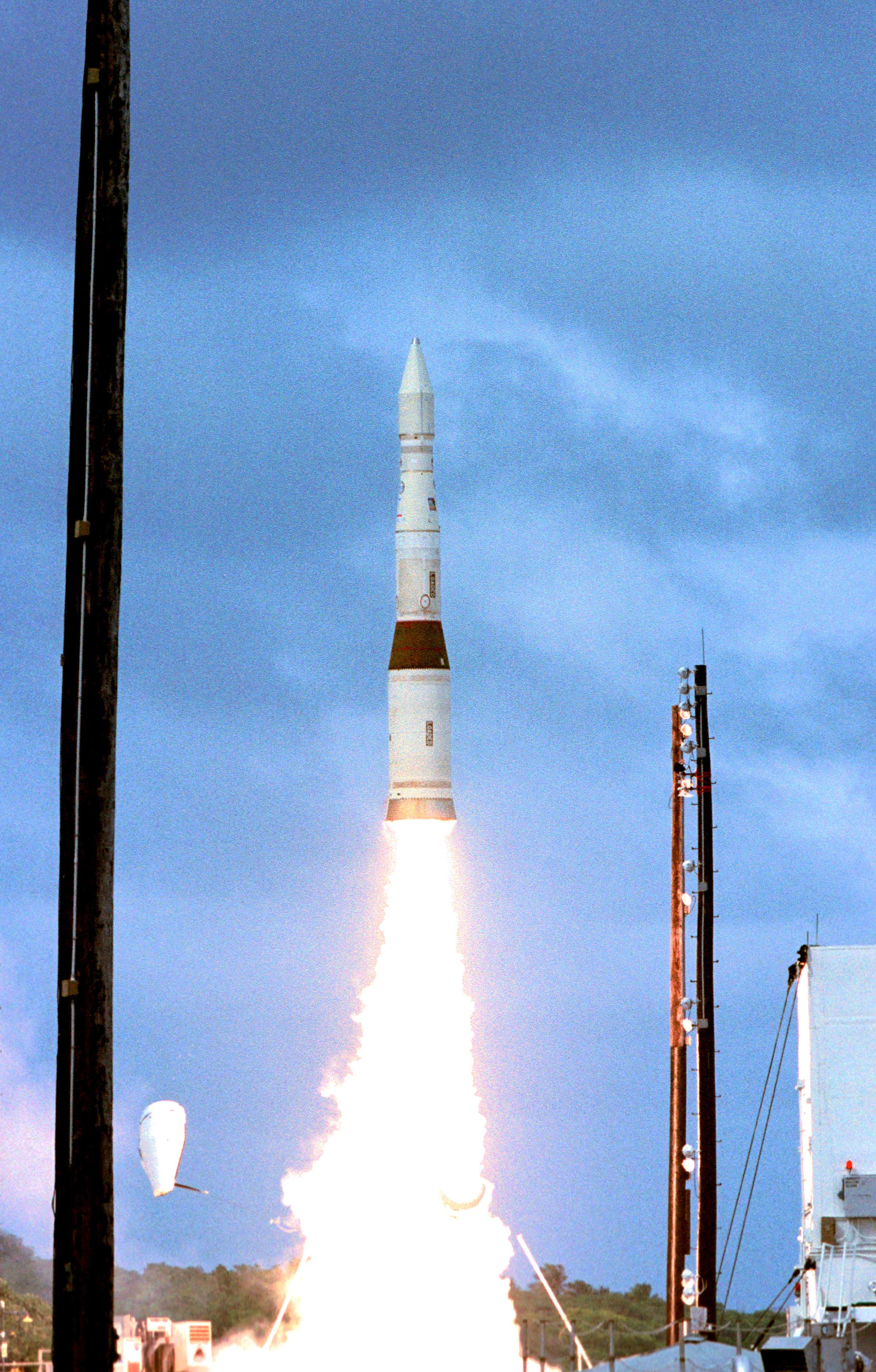
A payload launch vehicle carrying a prototype exoatmospheric kill vehicle is launched from Meck Island at the جزيرة كواجالين Missile Range on December 3, 2001, for an intercept of a ballistic missile target over the central Pacific Ocean.

الدرع الصاروخي الأمريكي (بالإنجليزية: United States missile defense)‏ هو نظام تُبْنَى فيه شبكات حماية مكونة من أنظمة صواريخ أرضية، مستندة إلى نقاط ارتكاز جغرافية عدة، قادرة على إسقاط أي صاروخ باليستي عابر للقارات يستهدف أراضي الولايات المتحدة الأمريكية أو حلفائها.

## تاريخ المشروع

The Institute of Heraldry approved the shoulder sleeve insignia for Safeguard.

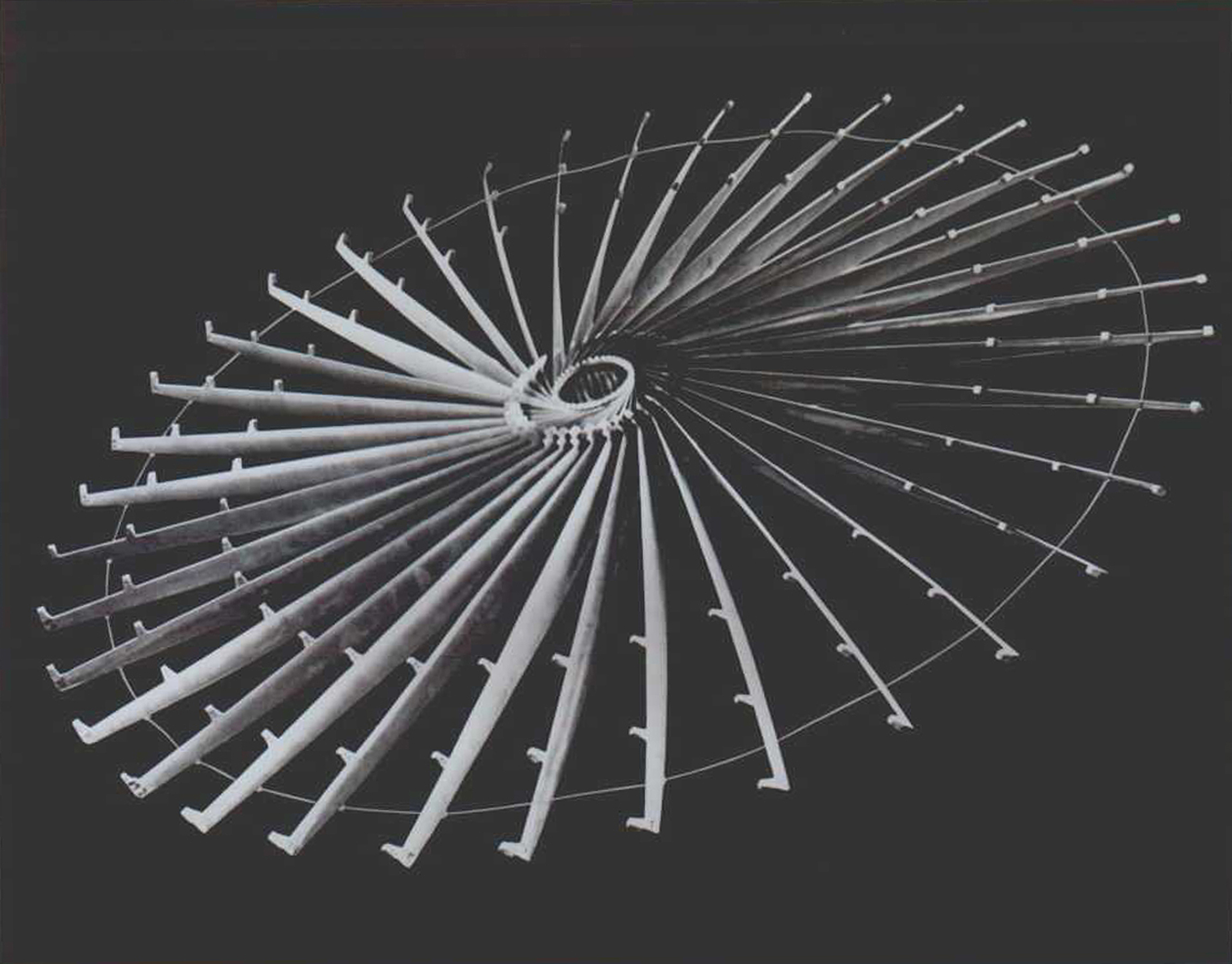
Homing Overlay Experiment open web.

SDI insignia.

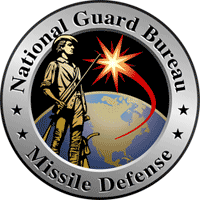
The logo of the Missile Defense division of the الحرس الوطني الأمريكي

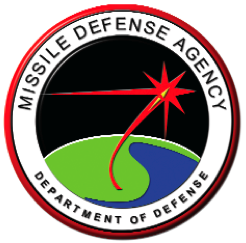
Missile Defense Agency logo.

ظلت علاقات الأمن عبر الأطلنطي راسخة لما يقترب من مرور عقد علي انتهاء الحرب الباردة. لكن وفي الوقت نفسه ظهرت اختلافات لا يمكن غض الطرف عنها فيما يتعلق بالرؤي والمصالح المباشرة. ومن بين هذه الاختلافات، العلاقة بين حلف شمال الأطلنطي والبعد الدفاعي للإتحاد الأوروبي، بالإضافة إلي السياسة تجاه إيران. وعلي الرغم من ذلك يجب أن نقول أن نظام الدفاع الصاروخي الأمريكي يعتبر أكثر القضايا الأمنية التي يمكنها أن تحدث خلافات بين الولايات المتحدة وحلفائها الأوروبيين، من جهة وروسيا من جهة أخرى.

## أنواع الدفاع الصاروخي الأمريكي
تمتلك الولايات المتحدة الأمريكية نوعين من الدفاعات الصاروخية (حاليا في طور التطوير) هما:
- نظام الدفاع الصاروخي لمسرح العمليات.
- نظام الدفاع الصاروخي القومي.

### نظام الدفاع الصاروخي لمسرح العمليات
ويشتمل علي نشر صواريخ مضادة للصواريخ الباليستية محدودة المدي يمكنها حماية مناطق صغيرة نسبيا مثل (القوات والقواعد والمعدات العسكرية) من هجمات الصواريخ الباليستية قصيرة المدى.

### نظام الدفاع الصاروخي القومي
ويعمل علي نشر صواريخ مضادة للصواريخ الباليستية يمكنها حماية مناطق أكبر مثل (الدول والأقاليم) من هجمات الصواريخ الباليستية طويلة المدي. ومصادر التهديد المحتملة التي تقوم عليها إستراتيجية نظام الدرع الأمريكي والمتوقع انطلاق صواريخ هجومية منها ضد الولايات المتحدة هي بالدرجة الأولي إيران، وكوريا الشمالية، وكوبا وأي دولة قد تشكل خطرا على أمن الولايات المتحدة. وكما هو واضح تحتل دولة شرق أوسطية موقع «القلب» في مصادر التهديد لأمريكا والمشجعة لبناء هذا النظام. ومن ناحية عملية تتصدر إيران القائمة بسبب الانفراج في العلاقات الأمريكية-الكورية الشمالية وتوقع تواصل الانهيار الداخلي لهذه الأخيرة في السنوات المقبلة وزيادة احتمالات اندماجها مع الشطر الكوري الجنوبي علي غرار اندماج ألمانيا الشرقية مع الغربية، هذا من جهة، ومن جهة أخرى بسبب تدهور الأوضاع الاقتصادية في كوبا التي تبدو هي الأخرى في الساعة الأخيرة من سيرتها الثورية، والتي يتوقع الكثيرون أن تختم بعد غياب كاسترو.
خلال الحرب الباردة والتي استمرت لعقود، كان التركيز الأساسي يتعلق بالهجوم الصاروخي النووي علي الصواريخ الباليستية طويلة المدي والتي يمكنها الوصول إلي الأراضي الأمريكية من الاتحاد السوفييتي وإلحاق الدمار الشامل بتجمعات السكان المدنيين. وخلال هذه الفترة كان احتمال إطلاق الاتحاد السوفييتي لصواريخ نووية جنوب الولايات المتحدة ودول الناتو الأوروبية، كان يدور في خلد هذه الدول بصفة مستمرة.
وعليه، فقد احتفظت الولايات المتحدة بقدرة نووية إستراتيجية أساسية وليست شاملة لردع، وإذا لزم الأمر، الرد علي استخدام الاتحاد السوفييتي للأسلحة النووية.
وبشكل منفصل قامت كل من إنجلترا وفرنسا بتطوير قدرات نووية مستقلة من أجل حماية إضافية لهما. وفي الوقت نفسه كان بحوزة روسيا صواريخ قصيرة المدي يمكنها إلحاق أضرار بالغة بأهداف عسكرية ومدنية علي أراضي دول الناتو الأوروبية. ويعد الصاروخ النووي متوسط المدي (اس اس - 20) والذي نشرته موسكو في عقد الثمانينيات، يعد أبرز الأمثلة علي مثل هذا النوع من الصواريخ.
وخلال ذروة الحرب الباردة، وضعت الولايات المتحدة في اعتبارها مفهوم نظامي الدفاع الصاروخي (لمسرح العمليات والقومي)، إلا أن تكنولوجيا الدفاع الصاروخي كانت في طور بدائي، كما كانت الأنظمة الدفاعية الفعالة غير متاحة. وفي أواخر الستينيات وأوائل السبعينيات، تبنت الولايات المتحدة وبشكل جاد إستراتيجية تشتمل علي أنظمة دفاع صاروخية فعالة. وعلي الرغم من ذلك، ولعديد من الأسباب، قررت إدارة الرئيس نيكسون التحول إلي ترتيبات من خلال المفاوضات مع الاتحاد السوفييتي والتي تتيح فقط لكلا الطرفين نشر نظام دفاع صاروخي محدود جغرافيا، وبالتالي الحد من التغطية الممكنة لأي من الدولتين لجزء معين من الأراضي القومية للدولة الأخرى.
وقد صِيغَت الترتيبات السابق ذكرها في معاهدة الصواريخ المضادة للصواريخ الباليستية المعروفة اختصاراً باسم ايه بي أم ABM في الثامن والعشرين من مايو عام 1972م. وقد حدت هذه المعاهدة - في الأساس - كلتا الدولتين من نشر أنظمة دفاعية ضد هجمات صاروخية نووية باستخدام صواريخ باليستية طويلة المدي. وقد قامت الولايات المتحدة بالفعل في عام 1975 م بنشر صواريخ مضادة للصواريخ الباليستية بشكل بدائي ومحدود لكنها لم تعلق هذه المبادرة.
روسيا علي الجانب الآخر نشرت نظام دفاع صاروخياً حول موسكو لا يزال موجوداً حتي الآن، وبينما كان ينص تفاهم اتفاقية (إيه بي أم) علي أن تحد روسيا من بنائها للصواريخ النووية الهجومية، استمر الكريملين في بناء ذلك النوع من الصواريخ خلال هذه الفترة.
ويشار إلي مفهوم ضبط التسلح المسيطر علي الاتفاقية علي أنه التدمير المشترك المؤكد أو أحياناً علي أنه التعرض المشترك المؤكد. وتقوم هذه النظرية علي أنه إذا كانت الولايات المتحدة وروسيا غير محميتين من الهجمات الصاروخية، فإن ذلك سيقلل من احتمالية استخدامهما للأسلحة النووية ضد بعضهما بعضا في المقام الأول. غير أن الرئيس الأمريكي رونالد ريجان كان له رأي مخالف، حيث تساءل عن مدي أخلاقية ترتيبات الاتفاقية التي تتخذ في جوهرها تجمعات السكان كقوة ضغط ضد وقوع حرب نووية، وأراد أن يكون هناك خيار غير الرد النووي حال التعرض لأي هجوم. كما يمكن لهذا الخيار الحماية ضد الصواريخ المهاجمة.

## موقف الإدارة الأمريكية
تحسن الإشارة ابتداء إلى أن عودة هذا الموضوع بقوة إلى واجهة الأحداث السياسية الدولية ترافقت مع فوز جورج بوش الابن والجمهوريين بالبيت الأبيض، وهم الذين تبنوا «التسريع» في بناء شبكة الدفاع الصاروخي كأحد قضايا الأمن القومي التي اُسْتُثْمِرَت في الحملة الانتخابية على خلفية «التباطؤ» الذي أظهره الديمقراطيون في المضي قدما في المشروع. وكانت إدارة كلينتون في شهورها الأخيرة قد اتخذت قرارا بتأجيل البت في الموضوع، الأمر الذي استغله الجمهوريون حتى النهاية متهمين خصومهم بأنهم يتراخون في الدفاع عن الأمن القومي الحساس للولايات المتحدة.
كانت أسباب تأجيل إدارة كلينتون لاتخاذ قرار حاسم تعود إلى جملة عوامل، أهمها:
عدم إغضاب روسيا والصين والاتحاد الأوروبي وبأمل الوصول إلى صيغة توافقية مع تلك الأطراف غير مستفزة لتنفيذ المشروع.
الشكوك العميقة في الفاعلية العملية للنظام برمته بعد الفشل المشهور لعدة تجارب إطلاق اختبارية قصدت تصيد صواريخ مهاجمة لأهداف أميركية على الأراضي الأميركية.
التكلفة المالية الباهظة للبرنامج والتي تفوق في بعض تقديراتها أربعين مليار دولار.
هذه الخلفية التي توضح الموقع الذي اتخذته إستراتيجية الدفاع الصاروخي في حملات المزايدات الانتخابية على الرئاسة مهمة لأنها ترسم علامة تساؤل أولية حول مدى جدية المخاطر التي تفترضها الإستراتيجية ومدى المبالغة التي دفعت بالفكرة بسرعة هائلة إلى أن تحتل «جوهر الأمن القومي الأميركي» في المرحلة المقبلة.

## المبررات الأميركية لتسويغ النظام
المسوغات التي تسوقها واشنطن لحلفائها وخصومها على حد سواء ترتكز في معظمها على أمرين أساسيين، هما:
- أن الشبكة الدفاعية الصاروخية لا تحدث أي تغيرات جذرية في الوضع القائم للأمن والتوازن العالميين، فهذه الشبكة مصممة لصد صواريخ فردية محدودة قد تصدر قصدا أو خطأ عن هذه الدولة «المارقة» أو تلك، وليست مصممة بهدف -ولا تستطيع- صد هجوم كاسح تكون فيه الصواريخ منهمرة بغزارة سواء أكان مثل هذا الهجوم مصدره روسيا أم الصين، وهي البلدان الأكثر تضررا من اختلال التوازن الذي تحدثه هذه الشبكة. وبالتالي فإن «الردع المتبادل» الذي حفظ التوازن الدولي ما زال قائما والتخوفات من اختلال ذلك التوازن بين القوى الكبرى مبالغ فيها.
- أن هذه الشبكة قد تتطور مستقبلا لتضم دول حلف الأطلسي نفسها، وبالتالي الانسجام في الشراكة مع أوروبا وليس الابتعاد عنها.
لكن التبرير الأميركي ينطوي على تناقضين:
- أنه ينزع من المشروع قيمته «الدفاعية والدعائية» الكبرى بكونه المكون الجوهري لإستراتيجية الجمهوريين في الدفاع عن المخاطر المحتملة. فإذا كان هذا النظام لا يستطيع صد هجوم فعال من روسيا أو الصين فإنه من المبالغة تحميله ما لا يحتمل ومحاولة إقناع الرأي العام بحيويته ومركزيته الكبرى. هذا مع أن محاولة واشنطن تسويق فكرة محدودية فعالية النظام الدفاعي تظل محاطة بشكوك عميقة، إذ من الطبيعي أن يكون تصميم مثل هذا النظام آخذا بالاعتبار توفر إمكانية تحويله وتطويره بسرعة، في حالات الطوارئ، ليصبح قادرا على صد هجومات غزيرة.
حقيقة أن تقدم أي من الدول التي يتوجه إليها هذا النظام أي «الدول المارقة», على القيام بمغامرة انتحارية عبر إطلاق صاروخ ضد أراضي الولايات المتحدة.
ومناقشة هذا التناقض هي جوهر الحديث عن البعد الشرق أوسطي للنظام.

## الانعكاسات وردود الفعل الإستراتيجية المتوقعة
تتعدد مستويات الانعكاسات الإستراتيجية وردود الفعل المتوقع حدوثها بفعل نظام الدفاع الصاروخي الأميركي على مستوى الأمن العالمي عموما، وعلى مستوى الشرق الأوسط على وجه الخصوص:

### على المستوى العالمي
من المتوقع أن تخلق الانعكاسات المترتبة على هذا النظام على المستوى العالمي مناخا شبيها بأجواء الحرب الباردة حيث التهديدات الأمنية العالمية المتبادلة تكون قارية وتدفع بسباق التسلح أشواطا هائلة إلى الأمام، ويرجع ذلك إلى جملة من الاعتبارات الإستراتيجية المهمة، في مقدمتها:
- أن هذا النظام يعمل على الإخلال بالتوازن الإستراتيجي تحديدا مع الصين وروسيا بشكل لا يمكن احتماله من قبل هاتين الدولتين. فمن ناحية عملية وحال استكمال تطبيقه، يوفر للولايات المتحدة تفوقا إستراتيجيا غير مسبوق على هاتين الدولتين تاركا إياهما مكشوفتي الظهر إستراتيجيا إلى درجة انكشاف قصوى لم تصلاها في أقصى درجات التوتر في حقبة الحرب الباردة. إذ عبر استخدام هذا النظام تستطيع الولايات المتحدة إسقاط أي صاروخ بالستي ينطلق إليها، نظريا، من الصين أو روسيا، بينما لا تستطيع أي من هاتين الدولتين إسقاط أي صاروخ أميركي من المستوى البالستي نفسه. أي أنه في الوقت الذي تكون فيه الولايات المتحدة بمنأى عن أي هجوم صاروخي خارجي لأنها تستطيع صده فإن بلدان العالم كافة تكون معرضة لأي هجوم صاروخي أميركي لأن أيا من دول العالم لا تمتلك قدرة الصد نفسها التي تمتلكها الولايات المتحدة، وهذا وضع إستراتيجي مختل لم يحصل في أي وقت في العقود الماضية التي تلت الحرب العالمية الثانية.
أن هذا النظام يعمل على تعريض اتفاقية الحد من انتشار الصواريخ البالستية (ABM) لخطر الإلغاء. فهذه الاتفاقية التي وقعت بين الولايات المتحدة والاتحاد السوفياتي سنة 1972 كانت قد حظرت إقامة مثل هذه الشبكات القومية الدفاعية وأبقت الأجواء مفتوحة ومعرضة للهجوم المتبادل وذلك كوسيلة ردع لكل الدول، حيث لا تقدم أي دولة على استخدام صواريخ بالستية عابرة للقارات خشية أن يُرَدّ عليها بالمثل من قبل الدولة التي تعرضت للهجوم. أما الآن فنظريا تستطيع الولايات المتحدة أن تقدم على ذلك دون الخوف من أي انتقام من النوع نفسه.
- التخوف من أن هذا النظام لن يقتصر على حماية الأراضي الأميركية تحديدا، وأنه لن يكون سوى المرحلة الأولى من إستراتيجية أمنية أميركية «معولمة» أخطر مما قد يبدو للوهلة الأولى. وسيكون هناك مراحل لاحقة في سياق هذه الإستراتيجية تهدف إلى توفير غطاء مماثل من الدفاع الصاروخي لحلفاء واشنطن البعيدين عنها جغرافيا مثل اليابان وتايوان، أي على حدود الصين وفي فضائها الحيوي وبما يحبط تفوقها الإقليمي، الأمر الذي لا يجلب النوم الهانئ لعيون الإستراتيجيين الصينيين.
قلق دول الاتحاد الأوروبي، الحليف عبر الأطلسي لواشنطن والشريك التاريخي في حلف الناتو، من هذا النظام وشعورها بأن واشنطن لا تلقي بالا للشراكة الأطلسية في تبني إستراتيجيات أمن عالمية، في الوقت الذي تنتقد فيه الأورورييين بشدة عندما يقررون في شأن الأمن الأوروبي وحدهم ودون استشارتها. وقد قوبلت فكرة النظام الصاروخي بنقد شديد وبرود حتى من قبل بريطانيا الدولة الأقرب سياسيا وإستراتيجيا للولايات المتحدة. ويمكن ملاحظة أن تصاعد وتيرة مشروع الدرع الأميركي المضاد للصواريخ يوازيه على الضفة الأوروبية للأطلسي تصاعد مشروعات «أوربة» أمن القارة الأوروبية عن طريق تشكيل قوة أمن أوروبية منفصلة عن الناتو، أو تعميق المكون والهوية الأوروبية للناتو نفسه.
ورغم كل النقد المباشر وغير المباشر الذي تعرض له المشروع الأميركي من قبل الحلفاء الأوروبيين، والتهديدات التي يستبطنها للشراكة عبر الأطلسي بين الولايات المتحدة وأوروبا الغربية، فإن واشنطن مصرة بعناد على المضي فيه حتى مع ما تطرحه بعض الأصوات الأوروبية من احتمالات ولو بعيدة المدى بأن يكون هذا النظام البداية لتفسخ حلف الأطلسي نفسه وانكفاء الولايات المتحدة وأوروبا كل على حدة لإقامة نظام أمن خاص بعيدا عن الشراكة الطويلة بعيد انتهاء الحرب العالمية الثانية وتطور الحرب الباردة.

### على مستوى الشرق الأوسط
رغم مركزية الشرق الأوسط في إستراتيجية الدفاع الصاروخي فإن النقاش والجدل الذي يدور حولها لا يعطي هذا البعد حجما موازيا لأهميته، خاصة من ناحية آثاره السلبية على المنطقة. وليس هناك احتساب لرأي حكومات المنطقة وشعوبها ولا اهتمام بمصالحها، خاصة وأن صمت الدول العربية حول الموضوع وعدم اعتراضها بجدية مسموعة عليه لا يدفع الولايات المتحدة حتى للاضطرار لشرح وتبرير برنامجها هذا لدول المنطقة والرأي العام فيها.
يتمثل البعد الشرق أوسطي لنظام الدفاع الصاروخي الأميركي في التالي:
- جدية الادعاء بوجود خطر على أمن الولايات والمدن الأميركية من قبل صواريخ إيرانية أو عراقية.
- دور إسرائيل وموقعها في هذا النظام.
- تسويق أنظمة دفاع صاروخي في منطقة الخليج وتنشيط المبيعات الأميركية.

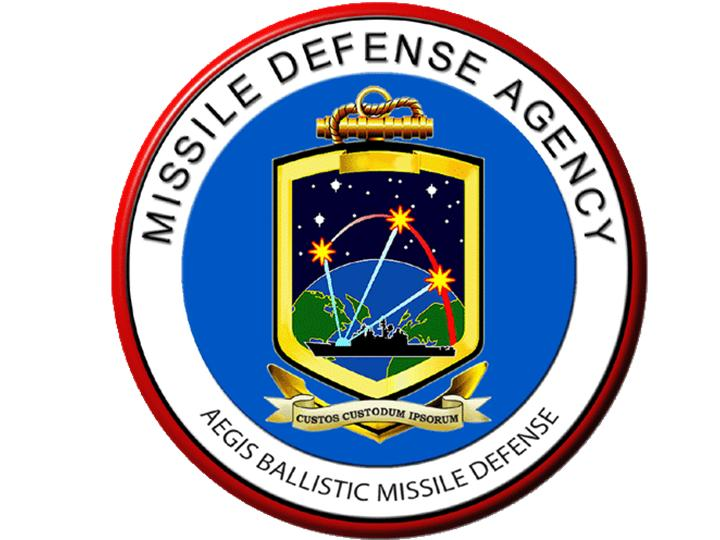
نظام أيجيس المضاد للصواريخ logo.

#### جدية المخاطر
فلنفرض جدلا أن كلا من العراق وإيران يملكان، أو سيملكان، صواريخ تستطيع أن تصل إلى المدن الأمركية، بعكس تقديرات لجان نزع السلاح الأممية على الأقل فيما يتعلق بجانب العراق. ومع هذه الفرضية وللكشف عن مدى جدية الادعاء بالخطر الإيراني ينبغي توجيه السؤال التالي والتأمل فيه: هل من الممكن أن تقدم طهران وهل من الممكن أن تقدم طهران على ذلك في ضوء ما حل وما يزال يحل بإيران نتيجة الحصار والتضييق الأميركي-الغربي عليها ودون أن تطلق ولو طلقة واحدة باتجاه الأراضي الأميركية، فضلا عن أن تطلق صاروخا؟ هل يمكن أن يستوي أي تحليل إستراتيجي موضوعي وعقلاني يقول إن هذين البلد لا ينظر إلى مقدار الرد الانتقامي والثأري المتوقع حال الإقدام على خطوة إطلاق صواريخ ضد مدن أميركية؟ ألن يسأل صناع القرار في إيران ما الحصيلة العسكرية والسياسية والدبلوماسية التي من الممكن إنجازها مقابل مثل هذه المغامرة الانتحارية؟ وأليس من المنطقي أكثر أن يفكر أعداء أميركا في الشرق الأوسط، سواء أكانوا دولا أم منظمات ممن يملكون، افتراضا، صواريخ عابرة للقارات كما تتخوف واشنطن، بأنه من الأفضل لهم ألف مرة، إن أرادوا خوض حرب كسر عظم مع الولايات المتحدة، أن يضربوا مصالحها في المنطقة بدل أن يخوضوا حربا خاسرة عبر الصواريخ ضد مدنها وأراضيها؟
ربما يقال هنا إن هذه الحسابات تجرى في داخل «السياسة العقلانية والرشيدة» التي لا تنطبق على تسيس أي من البلدين، لكن الواقع ينفي هذه المقولة من خلال ما تقدمه سياسة البلدين نفسها في السنوات الأخيرة وهي سياسة محكومة بحسابات الربح والخسارة خاصة في التعامل مع الدول الكبرى والولايات المتحدة على وجه الخصوص. بل بالإمكان القول إنه حتى خطوة غزو الكويت، ورغم طيشها البالغ، فقد خضع قرار اتخاذها عند الطرف العراقي لمنطق حسابات الربح والخسارة، وبعد أن فهم تلميحات أميركية، خطأ أم صوابا، أن واشنطن لن تبالي حال أقدم العراق على خطوة غزو الكويت. كما أن العراق نفسه وخضوعا لحسابات الربح والخسارة العقلانية وفي ذروة هزيمته العسكرية أثناء الحرب لم يلجأ لاستخدام أسلحة نووية أو كيماوية ضد جيوش التحالف تطبيقا لمنطق تقدير الرد المتوقع من قبل الخصم. وينطبق الأمر على إيران التي امتنعت عن الانخراط في تلك الحرب تبعا لحسابات ربح وخسارة سياسية دقيقة يحكمها منطق واقعي وبراغماتي. وهي أيضا تخلت عن فكرة «تصدير الثورة» انصياعا لمنطق الواقعية السياسية. وهي منذ سنوات تنهج نهجا معتدلا في السياسة الخارجية هدفه تغيير صورة إيران في الغرب والعالم من دولة «إرهابية ومتعصبة» إلى دولة حديثة وعقلانية. لذلك فإن احتمالا ولو بنسبة 1% يقول إن صاروخا عراقيا أو إيرانيا سوف يوجه إلى أراض أميركية في السنوات القادمة هو غير وارد ولا يستحق أن تقام من أجله إستراتيجية دفاع صاروخي تبحث عن عدو في أصقاع الأرض. وهذا الاحتمال غير الوارد يفترض أيضا أن سياسة الولايات المتحدة تجاه هذين البلدين لم تتغير وظلت متعنتة وليست انفتاحية. وبالتأكيد فإن انعدام الاحتمال بانطلاق صاروخ عراقي أو إيراني تجاه الولايات المتحدة سوف يترسخ في ما لو قررت واشنطن تبني سياسة أقل عدائية تجاه البلدين متجهة نحو التعاون وليس دق طبول الحرب. وإذا لاحظنا أن نظام العقوبات والحصار على العراق آيل إلى التفكك في نهاية المطاف، وأن سياسة الاعتدال الإيراني في السياسة الخارجية آخذة بالترسخ حتى في أوساط المتشددين (خاصة في دوائر صنع القرار العسكري والإستراتيجي) فيجوز لنا توقع أن تتجه العلاقات الأميركية- العراقية والأميركية-الإيرانية باتجاه أقل تصعيدا وعدائية في السنوات العشر القادمة، برغم ما يبدو الآن من توتر مفاجئ جذره استعراضي من قبل الإدارة الأميركية الجمهورية لإثبات الذات ورسم مسار مختلف بهدف الاختلاف أكثر منه لأي هدف واضح آخر، بما يعني أنه مسار لن يطول كثيرا وسوف يرتد إلى واقع يقول إن الحصار على العراق يسير في منحنى هابط. ومن أجل كل هذا فإن وضع البلدين، العراق وإيران، على رأس قائمة المخاطر الوهمية التي تهدد الأمن القومي الأميركي مباشرة يصبح مبالغة لا معنى لها إلا إذا كان له أهداف أخرى غير المعلنة.

### موقع إسرائيل في النظام الدفاعي
هنا ثمة تقاطعات بين إستراتيجية الدفاع الصاروخي الإسرائيلية ونظيرتها الأميركية تحدث للمرة الأولى وتبرر من ناحية وضع العراق وإيران في موقع تهديدي متقدم للأمن القومي الأميركي، وتشير من ناحية إلى مستقبل العلاقة الإستراتيجية بين الطرفين والمتجه نحو آفاق جديدة غير مسبوقة.
والأمر الأولي الذي أسس لتوافق الإستراتيجيتين هو التغير الذي طرأ على جدول أولويات الإستراتيجية الإسرائيلية بعد حرب الخليج ووصول الصورايخ العراقية إلى تل أبيب. فبعيد الحرب، وإثر فشل نظام باتريوت الأمركي في إسقاط الصورايخ العراقية، اشتغلت إسرائيل ببرنامج هائل لتطوير أنظمة صواريخ أرو التي تهدف إلى إقامة شبكة دفاع صاروخي لا تُخْتَرَقُ من أي صاروخ عراقي، أو إيراني، أو سوري، أو مصري. وقد انخرطت الولايات المتحدة في ذلك البرنامج بقوة منذ البداية دعما وتنسيقا، إذ قدمت له ما يزيد عن 1.1 مليار دولار، فضلا عن المشاركة الفنية والبرامج الثنائية. وقد نجحت إسرائيل في تطوير شبكة دفاع صاروخي متطورة وأنظمة مرافقة تفوقت بها على التكنولوجيا الأميركية نفسها. وأعلنت إسرائيل في الربع الأخير من العام الماضي أنها نشرت أنظمة صوايخ أرو الدفاعية وباتت محمية من الصواريخ الهجومية القادمة من الخارج. وفي المنظور الإسرائيلي فإن مصادر التهديد الأولى التي شيد ضدها نظام أرو الدفاعي تأتي من العراق وإيران. أي أن الإستراتيجية الإسرائيلية تتماشى هنا مع نظيرتها الأميركية في إدراك أن مخاطر التهديد لأراضي البلدين تأتي من العراق وإيران.
والشيء الجديد هنا هو أن هذا التوافق يحصل لأول مرة بمثل هذا العمق، خاصة من جانب الولايات المتحدة. ففي السابق كانت تتطابق النظرتان الأميركية والإسرائيلية تجاه مصادر الخطر في الشرق الأوسط ضد «مصالح البلدين» وليس ضد «أراضي البلدين». فالخطر الذي كان يهدد «أراضي إسرائيل» لم يكن يعتبر من قبل الأميركان تهديدا لأراضيهم (سوريا، ومصر، والعراق، ومنظمة التحرير، والنفوذ السوفياتي، والدول والمنظمات الثورية في المنطقة...). أما الآن وبسبب نزق السياسة الأميركية المتصاعد فإن ذلك التوافق نشأ وتطور بوضوح جالبا معه بالتأكيد أنماطا جديدة من التوتر «الصاروخي» سوف تعصف بالمنطقة في المرحلة المقبلة. إذ إن اختلال التوازن الصاروخي والأنظمة الدفاعية المرتبطة به لصالح إسرائيل بشكل صارخ لن يستقبل استقبالا حميميا من قبل العواصم العربية في المشرق. وسيزيد من وتائر التسلح وإحداث مزيد من استنزاف موارد المنطقة ويفتح فصلا جديدا من فصول ازدواجية السياسة الأميركية في المنطقة، التي تزعم أنها تريد دعم التنمية والاستقرار في المنطقة ونزع فتائل الحروب والتوتر.

### تسويق أنظمة الدفاع الأميركية في الخليج
أما المسألة الثالثة فهي مرتبطة بالفكرة الأخيرة أعلاه وهي أثر نظام الدفاع الصاروخي على المحاولات الأميركية لتسويق أنظمة دفاع جوي لدول الخليج. إذ إنه من المؤكد أن خلق أجواء «توتر صاروخي» في المنطقة مصحوبة بتطورات عدة مثل تسخين النظرة العدائية للعراق وإيران من هذه الزاوية، وتفوق إسرائيل في أنظمة الدفاع الصاروخي، وانكشاف الدول العربية، ومواصلة إشعار دول الخليج بالخطر المحتمل من إيران والعراق، ومعارضة قيام أي نظام أمن خليجي جماعي لا يعتمد على الخارج، كل ذلك سوف يوسع من سوق مبيعات أنظمة الدفاع الصاروخية الأميركية وينشطها. ولم تترك الولايات المتحدة هذا الأمر في دائرة التخمين والتحليل فقد قام ويليام كوهين، وزير الدفاع الأميركي السابق، في نوفمبر/ تشرين الثاني 2000 بزيارة تسويق موسعة لدول الخليج عارضا عليها الانخراط في مشروع «مبادرة التعاون الدفاعي», تقوم على نشر أنظمة بطاريات باتريوت في المنطقة لاعتراض أي صواريخ هجومية (قادمة ضمنا وافتراضا من العراق أو إيران). والغريب في الموضوع أن هذه الأنظمة المراد تسويقها على دول الخليج هي الأنظمة التي لفظتها إسرائيل بسبب عدم فعاليتها التي اختبرت في حرب الخليج، والتي استبدلت إسرائيل أنظمة صواريخ الأرو بها.

## وصلات خارجية
- راديو سوا، عرض تقديمي لكيفية عمل نظام الدرع الصاروخي
- MDA Link
- الدفاع الصاروخي القومي
- Missile Defense Advocacy Alliance - Non-Partisan Advocacy group promoting Missile Defense Nationally and Internationally.
- Claremont Institute’s Ballistic Missile Defense Project, MissileThreat.com
- Missile Wars - A PBS Frontline report.
- National Missile Defense System - A short critique of the NMD scheme by نعوم تشومسكي (published in the American Prospect).
- Missile Defence: How and Why - A critical inter-active introduction by Yorkshire CND
- Holes in the Missile Shield - November 2004 Scientific American article criticizing NMD
- Missile Defense Agency Home Page - website of the Department of Defense agency responsible for National Missile Defense.
  - Missile Defense Reorganization
- Federation of American Scientists - website with extensive technical information about NMD
- Joint Australian-U.S. Press Release The Commonwealth of Australia officially 'signs on' to mutual missile defence with the United States of America
  - The Honourable Alexander Downer, MP Australian Foreign Minister's press release on Australia's joining the U.S. missile defence system
- Short History of SDI History of the Strategic Defense Initiative (SDI), including the role of TQM in its development
- The Center for Arms Control and Non Proliferation's policy work on missile defense.
- Theodore Postol's presentation for his critical report at the Congress (August 2007)
- Will the Eagle strangle the Dragon? , assessment of the challenges to China's deterrence by the NMD, (February 2008).